# Drosay
Drosay ist eine französische Gemeinde mit 192 Einwohnern (Stand: 1. Januar 2022) im Département Seine-Maritime in der Region Normandie. Sie gehört zum Kanton Saint-Valery-en-Caux im Arrondissement Dieppe. Die Einwohner werden Drosayens genannt.

## Geografie
Drosay liegt etwa 48 Kilometer nordöstlich von Le Havre und etwa zwölf Kilometer südlich der Alabasterküste. Umgeben wird Drosay von den Nachbargemeinden Néville im Nordwesten und Norden, Pleine-Sève im Nordosten, Sainte-Colombe im Osten, Hautot-l’Auvray im Südosten und Süden, Saint-Vaast-Dieppedalle im Süden und Südwesten, Sasseville im Südwesten und Westen, Ocqueville im Westen sowie Crasville-la-Mallet im Westen und Nordwesten.

## Bevölkerungsentwicklung
| Jahr                    | 1962 | 1968 | 1975 | 1982 | 1990 | 1999 | 2006 | 2008 | 2013 | 2014 |
| ----------------------- | ---- | ---- | ---- | ---- | ---- | ---- | ---- | ---- | ---- | ---- |
| Einwohner               | 245  | 203  | 169  | 193  | 174  | 186  | 215  | 213  | 191  | 196  |
| Quellen: Cassini, INSEE |      |      |      |      |      |      |      |      |      |      |

## Sehenswürdigkeiten

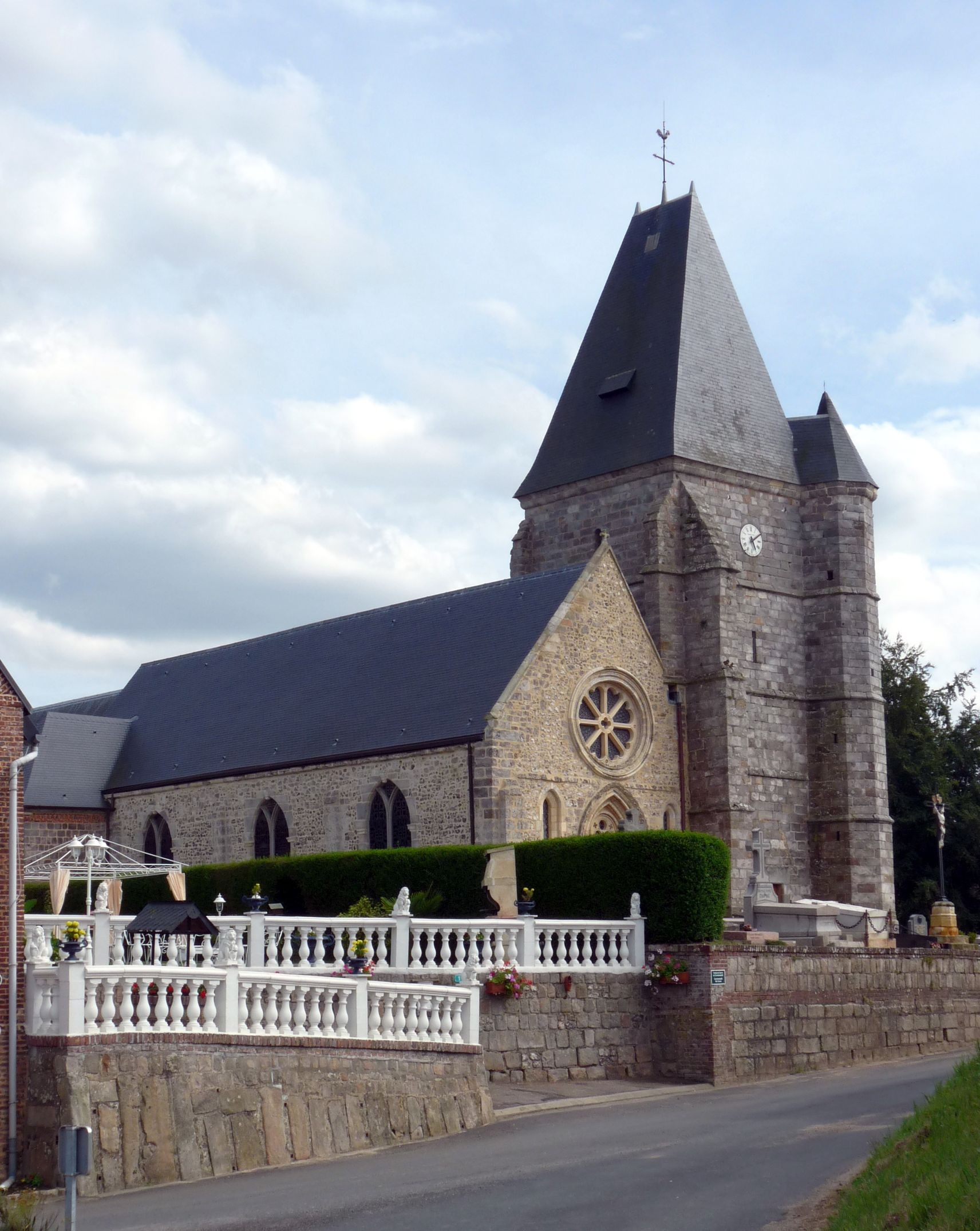
Kirche Saint-Martin

- Kirche Saint-Martin aus dem 13. Jahrhundert, Monument historique[1]